# Піттсильванія (округ, Вірджинія)
Шаблон:StateAbbr_ 36°49′ пн. ш. 79°24′ зх. д. / 36.82° пн. ш. 79.4° зх. д.
Округ  Піттсильванія (англ. Pittsylvania County) — округ (графство) у штаті  Вірджинія, США. Ідентифікатор округу 51143.

## Історія
Округ утворений 1767 року.

## Демографія
За даними перепису 2000 року загальне населення округу становило 61745 осіб, зокрема міського населення було 6539, а сільського — 55206. Серед мешканців округу чоловіків було 30146, а жінок — 31599. В окрузі було 24684 домогосподарства, 18218 родин, які мешкали в 28011 будинках. Середній розмір родини становив 2,93.
Віковий розподіл населення поданий у таблиці:
| Стать    | До 15 років | 15-21 | 22-29 | 30-39 | 40-49 | 50-65 | 65-85 | Понад 85 |
| -------- | ----------- | ----- | ----- | ----- | ----- | ----- | ----- | -------- |
| Чоловіки | 5920        | 2748  | 2606  | 4454  | 5004  | 5700  | 3425  | 289      |
| Жінки    | 5637        | 2637  | 2609  | 4636  | 5128  | 5807  | 4565  | 580      |

## Суміжні округи
- Кемпбелл — північ, північний схід
- Галіфакс — схід
- Касвелл, Північна Кароліна — південь, південний схід
- Данвілл — південь
- Рокінґгем, Північна Кароліна — південь, південний захід
- Генрі — захід, південний захід
- Франклін — захід, північний захід
- Бедфорд — північний захід

## Виноски
1. ↑  U.S. Decennial Census. United States Census Bureau. Процитовано 4 січня 2014.
2. ↑  Historical Census Browser. University of Virginia Library. Архів оригіналу за 11 серпня 2012. Процитовано 4 січня 2014.
3. ↑  Population of Counties by Decennial Census: 1900 to 1990. United States Census Bureau. Процитовано 4 січня 2014.
4. ↑  Census 2000 PHC-T-4. Ranking Tables for Counties: 1990 and 2000 (PDF). United States Census Bureau. Процитовано 4 січня 2014.
5. ↑  State & County QuickFacts. United States Census Bureau. Архів оригіналу за 7 червня 2011. Процитовано 4 січня 2014.(англ.) Наведено за англійською вікіпедією.
6. ↑  American FactFinder. Бюро перепису населення США. Архів оригіналу за 26 лютого 2012. Процитовано 31 січня 2008.

| США | Це незавершена стаття з географії США. Ви можете допомогти проєкту, виправивши або дописавши її. |